# Μ&i みゅうあんどあい
『μ&i みゅうあんどあい』は、きただりょうまによる日本の漫画作品。『ジャンプSQ.19』（集英社）Vol.9に『みゅうたんと!』のタイトルで読み切りとして掲載された後、『ジャンプスクエア』（集英社）2014年6月号から2016年4月号まで連載された。
月の崩壊をきっかけに繁殖能力を失ってしまった人類を描くSF作品である。

## あらすじ
ある年の12月21日、金曜日。のちに「週末の金曜日」と呼ばれることになるその日、巨大隕石「アルテミス」の衝突によって月は崩壊した。それと同時に、人類は新しい命を生み出す能力を失った。
それから12年後、大学生の安代孝志郎は、ある出来事からみゅうと名乗る記憶喪失の少女を預かることになる。みゅうは実は、孝志郎の父・安代博士によって作られた、人類で唯一繁殖機能を有する突然変異（ミュータント）被験体・μ（ミュー）と呼ばれる存在であった。孝志郎は、父の助手を名乗る忍戸伽夜と彼女の所属するA級機関と共に、父の研究を引き継ぐことになる。

## 登場人物

### 主要人物
みゅう
本作の主人公でありヒロイン。
安代玄人博士によって創られたミュータントで、別名『最後の世代（ラスト・チルドレン）』の1人で、被検体名はμ（ミュー）。地球の人類の中で唯一繁殖機能を有している。そのため『エーデン』というテロリスト集団に狙われている。
外見と精神年齢は子供。挨拶するときは必ず自身のことを「みゅうたん」と呼んでと言うが、呼んでいるのはオメガのみ。
常にマフラーをつけており、風呂場ではボディタオルを巻いている。
引力を操る能力をもっているが未だに能力を上手く制御できず、強い恐怖やストレスによって暴走することもある。暴走時には場所や物は考えずに能力を使う。
考志郎に好意を持っていて、考志郎にキスしてもらったときには能力が強力になった。
2年前、科学者に絶望したオメガとの戦いで記憶を失ったもののバーチャル世界であった考志郎の父、玄人のNPCからオメガの名前を聞いたことで記憶を取り戻した。
「みんな仲良く」を心がけて行動するが考志郎に関しては多少譲れないらしい。
遺伝情報によると胸はそこそこ育ち背もかなり大きくなる。
安代 孝志郎（あしろ こうしろう）
本作のもう1人の主人公で、安代玄人博士の息子。名前の由来はああしろこうしろ。
大学の研究室で不妊現象の調査をしていたが、研究内容が前時代的すぎるとの理由から無期限謹慎を言い渡される。その後、玄人博士によって無理矢理みゅうの面倒を見ることになった。A級機関に入り、玄人博士の研究を受け継ぐことになった。
物事すべてを科学的に見て、考えを処理する時は睡眠学習をする。起きる時は「フィボナッチ!」「シュレディンガー!」等、数学者や物理学者の名前を叫ぶ癖がある。
実は幼い頃、妹が生まれるはずだったが生まれる前に母親が死亡し、生まれなかったらしく、みゅう達に対して過保護な部分があり、自らをシスコン（妹想い）または妹萌えと称したほどで『最後の世代（ラスト・チルドレン）』や周囲の変態達からは「変態」もしくは「変わった人」または「ロリコン」と言われている。
「数字は嘘をつかない」ということを信じ、完璧な計量をして料理を作る。故に料理の味は美味しいが、4話の書き下ろし後日談によるとたう的には伽夜のほうが美味しい模様（ただし、みゅうのこともあり、伽夜の味方になった可能性がある）。
忍戸 伽夜（おしと かや）
18歳。みゅうを孝志郎に届けた人物。安代玄人博士の助手だが、実際は家事と護衛をしている。A級機関尋問課に所属し、高い戦闘技術をもっている。
尋問課に所属しているため拷問類が得意であり、考志郎が度々被害をうけている。郁曰く普段は猫を被っており、本質を見せることはあまりないらしく考志郎に最初から素で接したのを珍しく思った。
過去に子供がいなくなった時、養子争いが起こった際に養子として売られたため親がいない（いすぎる）と言っている。
家族にあこがれていたのか最近の生活には満足している。だが、少し注意力が散漫している。
名前の由来はお淑やか。しかし郁からは名前とは正反対といわれているほど荒々しい。

### 最後の世代（ラスト・チルドレン）
子供が生まれなくなった世界になってから、安代玄人と数人の科学者が造りだした子供である。全員、肉体能力は普通の子供と変わらないが共通して何かしらの強力な能力を持っており、郁はこの力を『反法則（アンチ・ローズ）』と命名した。また少なからず考志郎に好意もしくは信頼を寄せている。強い恐怖やストレスをうけると能力の暴走がして制御不能になってしまう。自己防衛の際にも能力が自動で発動し自身を守る。被験体と呼ばれるのを好んでいないためそれぞれ名前がある。また全員まだ幼い為、月が地球に落ちそうになった際、冷静な時雨すら弱気であったがみゅうの一言で全員、勇気を貰い、一致団結して地球を救った。
たう
『最後の世代』の1人。被検体名はτ（タウ）。みゅうからは『たうりん』と呼ばれている。友人であるみゅうをとても大事に思っているというより大好きである。寝る時はつねに彼女に抱きついている。
離散後はテロ組織に属していたが、みゅうを奪うためA級機関を襲撃、その後機関の預かりとなりみゅう・孝志郎・伽耶との生活を始める。
考志郎を嫌ってはいないが好意もほとんどなくむしろみゅうのことでのライバル視をしている。信頼はしている模様だがそれ素直に出そうとしない。
人の繁殖を促すシミュレーターSE6を使った時には考志郎に対してすごい甘えん坊になり、アプローチをしていたが正気を取り戻し、このことを思い出した際、恥かしさで落ち込んだ。
時雨にいじめられていた過去があり時雨が苦手でいる。時雨と鬼ごっこのときには復讐を企んでいた。
髪型は記憶を失う前のみゅうに勧められ、トリプルテールのため、「変な頭」と言われて時雨やラムにからかわれていた。
みゅうよりは知力があり、みゅうを自分の物にするために考志郎と伽夜をくっつけようとしたり、ブランド物の服に興味持ったり、6人の中では一番羞恥心があり、ませている部分があるがみゅう以外の者に対して人見知りだったり、一人でトイレに行けないなどまだ子供である。
擬人（アンドロイド）コンテストではみゅうへの愛（みゅうのブロマイド）を見せ、優勝した。
斥力操作の能力を持つ。みゅうと同じく能力の制御が出来ていないが特訓である程度制御できるようになり、最終回ではみゅうに「大好き」と言われ、初めて交感度MAXになった。
時雨（しぐれ）
『最後の世代』の1人。被検体名はσ（シグマ）。6人の中では精神的に成熟しており、他人（特に最後の世代）に離散後は子供を神聖視する民間宗教集団「神童教（しんとうきょう）」の教祖に祭り上げられ、部下たちを従えながら行方不明の仲間を探していた。
イタズラが好きであり、みゅう以外の人物をいじめて楽しんでいる。「あくまのしぐま」という二つ名がつけられており、敵視されている。
相手がどこに接吻してくるかを調べ、された箇所の意味によって相手を理解する。神童教の者達は爪先に接吻をし崇拝の意味をなした。考志郎も同じく爪先を選ぶと予想していたが頬（親愛）に接吻され不意をつかれ怒りをあらわにするなどたう同様彼に好意はあまり持っていなかった。
勉強が出来るため能力を一番上手く扱え、よく言えば頭脳派で悪く言えば狡猾である。
圧力操作の能力を持ち、この力で相手を地面に押し付け動けなくする他、風を起こして気温を操る、扇子の水を使ってダイヤモンドすら切る圧力カッターを飛ばすことが可能で本人曰くその気になれば、0気圧で爆死させたり、100気圧で圧死させることも可能らしい。
ラムダ
『最後の世代』の1人。被検体名はλ（ラムダ）。肉体的に他の仲間よりも成長している。愛称で「ラム」と呼ばれており、みゅうからは「ラムちん」と呼ばれている。みゅうに次いで他人のニックネームをよく考える。
離散後は老夫婦に拾われ生活していたが、テレビでみゅうとたうの居所を知りA級機関に出頭する。
老夫婦の家の周辺に海があったため日焼けしている。
時雨曰くおもらし癖があったらしい。性には興味があるが精神的には幼く知識が乏しい。
考志郎を「お兄ちゃん」と呼びみゅう同様強い好意を抱いており、発育が良いのを利用して考志郎に色仕掛けしてくる。
波力操作の能力を持ち、基本はラジオやエアコンをつける時しか使わないが戦闘時には指先や掌で衝撃波を出すことができる。またこの能力を利用して対象物を探知することができる。
白音（しろね）
『最後の世代』の1人。被検体名はε（イプシロン）。他の仲間より大人しい性格で本に書いたことを鵜呑みしてしまう天然な所があり、泣き虫で軽い出来事でも泣いてしまう臆病な部分もある。
ジェノシス・コーポレーションに匿われている。みゅうと同様繁殖能力を有している。
自分のことを「みぃ」と言う。みんなからは昔のまま「いーちゃん」と呼ばれている。
キス魔であり誰にでもキスをする。
当初は、子供は母親の言うことを聞かないといけないということを本で読み、信じ続けていたため御空瞳に利用された。
一方で高い知能を持ち、考志郎の携帯のパスワードを好きそうという理由で解いたことからたうから一番考志郎とお似合いなのではないかと言われた。
結合力操作の能力を持つ。結合してあるものを分解することが出来るため分解力のように使用も可能で、色んな服を作ることも可能である。
ラムダの次に発育が良いようでたうから羨ましがられた。6巻での彼女のプロフィールにある好きなものにママと書かれていたがこれは誰のことか不明である。
オメガ
『最後の世代』の1人。被検体名はω（オメガ）。めがっちというのはたうと同じようにみゅうから付けてもらった名前である。
施設を散歩するのが趣味で、散歩をしていたら少女漫画を見つけた。このことがあってから少女漫画のような生活が施設外ではあると信じていた。
妄想癖があり自分を少女漫画の主人公として妄想している。現在でも少女漫画が好きであるが、内容が偏っておりHな内容が多い。ただし、本人曰くただのHな漫画嫌いらしくそのこと考志郎に知られ、激怒した。
少女漫画のように恋愛が出来ないと知り、安代玄人を始めとした科学者全てを恨んでいる。
モルモットを飼育しており、毎日交尾や食事の繰り返しの生活をしている。モルちゃんと呼び可愛がっている。人間も同じように生きられればと考えており恨んでいる科学者をリスト化し、見つけた科学者をつがいモルモットと同じような生活にしようと監禁するが失敗。
少女漫画の交差点・眼鏡男子・差し伸べられた手の状態が恋と思い、その状態が重なった考志郎と恋に落ちた。
事故とはいえ、みゅうにファーストキスを奪われ、さらに考志郎と一緒にお風呂に入ったり、同じ布団で寝たことを聞いたショックで再び考志郎を科学者として消そうとするも必ず世界を元に戻すと宣言した考志郎の言葉を信じ、希望を託すことに決め、みゅう達とも和解した。
核力操作の能力を持つ。あまりこの能力が気に入っていないようでこれ以上使いたくはないらしく、本気を出せば巨大なブラックホールも作れるが消し方を知らない。

### 擬人（アンドロイド）
子供が産まれなくなった世界で子供が欲しい人達が造りだした、人工知能を搭載したロボット。擬人コンテスト（通称：擬（ドロ）コン）というアンドロイドの人間味・品質・性能を争い「最も人間らしい擬人」を決める大会がある。首の所に人間と間違わないように認証番号を付けるという決まりがある。そこさえなければ人間と区別しにくいほど優れているアンドロイドが多い。
デレシア【実験体ϛ（スティグマ）】
エピロボティクス社が造ったアンドロイド。あらゆるアンドロイドの中で最も人間に近い造りをしている。みゅうとたうがいなければ擬コンで優勝確定であった。デレシアというのは 天野寂尊がつけた名前で現在は大奥玲二によって付けられたスティグマと呼ばれている。
人が最も美しく感じる黄金比を元に設計されている。関節には継ぎ目のなく肌は人間の子供ほどではないがモチ肌。人の愛がどのようなものなのかに興味を持っている。
人工汗腺を搭載、肌や産毛、髪の毛は全て天然物、表層温は少し高めで人間が気持ちいいと感じる温度、モーター音も一切しない、夜の勤めにも詳しい、皮膚には触覚性能を高めるピエゾ素子など、とても困難な技術を使用されている完璧なアンドロイド。考志郎曰く金額は10億や20億はくだらない。
天野寂尊が捕まってからは大奥玲二の元で改造されて、対最後の世代用アンドロイドϛにされた。こちらの性能も優秀で耐圧・防波・強硬性を兼ね備えており強力な攻撃以外はほとんど無傷で済む。技は基本的に最後の世代の能力を封じる物となっている。兵器として改造をされたため武器（ビーム）も装備されている。
この襲撃の一件以降左目を負傷し、眼帯をつけ考志郎たちと生活をともにしている。
初めはクールで無表情であったが、みゅうとの出会いによって笑ったり照れたりもすることが増えてきた。
CVX-003（さんちゃん）
猫皮郁のアンドロイドの一つで擬コンにも参加している。容姿は小学生〜中学生くらいの見た目の女の子のアンドロイド。メイド服を着用している。
郁の防磁防水のPCで視線と音声をモニタリングすることも可能。話し方は少しカタコトなのか語尾の最後はカタカナで表現される。
表情は無表情である。郁のアンドロイドの中で名前はこの擬人しか出ていない。登場も彼女が一番多い
J-KO
擬コンの司会進行役の実況専用擬人IF（インターフェース）。
元気があり額には「実」というマークが付いている。
名前は実況→JIKKYOのJKOから取ったもの。

### A級機関
杜 女々人（もり めめんと）
A級機関長官。元は軍人らしいがっしりした男であったが、戦争で身体が半分吹き飛んでからは理想である女性の身体を手にしている。
自分の趣味嗜好には正直に"Be all that you can be." "なりたい自分なれ"がモットーである。
人の繁殖を促すシミュレーターSE6を使ったときには男性の精を求めて暴走した。そのときのプログラムの異変を疑われる前に元からこういう人なのだと疑われていた。
考志郎を度々騙してやる気を出させ『最後の世代』との接触を急かす。
名前の由来はメメント・モリ。
猫皮 郁（ねこがわ いく）
A級機関解析課。幼女観測が趣味で時折変態的な行動を取ることがあり、美少女型のアンドロイドを従えている。名前の由来は猫可愛がり。
『最後の世代』を探す際には情報収集が早くとても優秀である。
ハッキングも出来るらしくアンドロイドと共に仮装世界でのチートをハッキングでやりかえすほどの実力。
他の登場人物に比べ、お色気描写は少ないが本人曰く「伽夜より（胸が）大きい」らしい。
轟 冬樹（とどろき ふゆき）
A級機関捜査課。21歳。男性だが恋愛少数派であり同性好き。顔はイケメンである。
女々人からは後ろには気をつけたまえと言われるほど。
SE6をマリと共に使用し性行為ギリギリまで行きそうになったが、伽夜に止められた。しかし、その後してしまったのかは不明。
考志郎を気に入っている。
平綾マリ（ひらあや マリ）
A級機関捜査課。16歳。恋愛少数派であり同性である伽夜が好き。男なんかに伽夜を渡さないというほど好意を持っている。最終回ではラムダ細胞を利用して伽夜とは別の女性との子供を授かった。

### 科学者
主に月が壊れて子供が産まれなくなった世界で、どのようなことをすればいいのか案を出し研究している者。しかし子供を産まれるようにする方法ではなく、不老不死などの引き伸ばしたりする考えが多い。
安代 玄人（あしろ くろんど）
生命科学の権威。超国家機密級の研究データと共に失踪中。
バーチャル世界にNPCとして言葉を残している。
大奥 玲二（おおおく れいじ）
東京新都大学生命工学部教授。考志郎の教授であったが、武装集団（テロリスト）となり『最後の世代』の被験体を捕らえようとしている。
神童教を襲撃した際はエーデンというグループと協力していたが、エーデンはほぼ壊滅状態になった。しかし、みゅう達の能力に阻まれ失敗している。
改造の知識が豊富なのか人造変異（ニュータント）を作り出したり、デレシアを改造しϚ（スティグマ）として改造している。
御空瞳と共にジェノシスコーポレーションにいたがωの動向を伺うために移動しようとした際にオメガに捕まり監禁された。
御空瞳（みそら ひとみ）
ジェノシス・コーポレーションCEO。品種改良が趣味。
『最後の世代の母親』と自称するが、実際は玄人に協力し最後の世代を産んだ装置を創っているだけで母親というわけではない。実際は産んだ装置を作った人ということで考志郎曰くおばあちゃんの立ち位置になる。
玄人に好意を寄せていたが叶わず、その意思は諦めきれず自分の育てた白音と玄人の遺伝子をもつ考志郎との子供を作らせ優秀な人間を創り出そうとするが失敗。
ϛ（スティグマ）とみゅう達の能力で髪はロングヘアからショートヘアにされた。
科学者たちからは白音の件以降冷たい目で見られている。その後、大奥玲二と共にオメガに捕まり監禁された。

### 新童教
『最後の世代』の時雨始め子供を教祖として崇拝している宗教である。ジャッキー葦長を始め、「教師」「おもちゃ屋」「小児科医」「保育士」「着ぐるみ俳優」等子供に関連していた職業の人々が教徒となっている。全員がなにかしらのお面をつけており素顔は見えない。武装集団が襲ってきてからは「真神童教（ネオしんとうきょう）」として改めて信仰されている。白音の一件を終えてからは考志郎の家の隣に引っ越してきている。最初は東京大深度地下にあったが、テロリストの一件で柱がなくなり崩れやすくなってしまったため、小学校へ移動し「真神童教」名をと改めた。引越し後はマンションのような造りのところに移動し時雨の像が建てられている。
ジャッキー 葦長（ジャッキー あしなが）
『最後の世代』を神と崇める民間宗教・神童教の総長。
常にジャッキーランド（故）のマスコットキャラのお面をつけている。子供の夢を壊すようなことは絶対に許さない、固い意志を持った人物。
しかしかなりの変態であり『最後の世代』能力を受けて興奮したり、爆弾発言をしては、時雨にお仕置きされることが多くそのおかげもあってか打たれ強く悦びを感じている。
考志郎が素手で最後の世代の子供達に触っていることが気がかりになっている。

### その他の人物
春日井 こはね（かすがい こはね）
16歳。春日井荘の一人娘で散歩しているみゅうと出会い、仲良くなった。考志郎に言われ、みゅう達を見ても実際の子供とは思わずチャイルロイドだと信じている。
最初に会った時は実際に本物の子供だったとは言え、みゅうに珍味棒をあげ、チャイルロイドにあげても意味がないことを忘れたり、みゅうが壊した天井も隕石が落ちて穴が開いたなどありえないようなことでも信じてしまうなどかなりのアホっ娘
春日井 母（かすがい）
春日井こはねの母。春日井荘の大家。
娘のこはね同様少し抜けている部分がありみゅう達をチャイルロイドと思っている。
裏表のない優しい人。
天野寂尊（あまの じゃくそん）
擬人開発会社"エピロボティクス社"製品開発部部長。58歳。恋愛少数派の人形偏愛者であり、デレシア（スティグマ）を妻と呼び愛している。
コンテストではデレシア（スティグマ）の勝ちを信頼していたが敗北。しかし、世間がなんと言おうとデレシア（スティグマ）が最高の擬人と発言するほど愛がある。
恋愛少数派を更生する法案を知り、SE6のプログラム改造を企てた犯人。逮捕された際、「自分とデレシア（スティグマ）を引き離す法案が許せなかった」などとあまりに利己的な供述をした。
矢神 明日葉（やがみ あすは）
日本の特別臨時内閣総理大臣。12歳。子供が生まれなくなった世界で（最後の世代を除き）最年少であり、老人ばかりの閣僚からは可愛がられている。
異性に下着姿を見られても羞恥心を感じないほどの無性愛者だったが、天野寂尊が企んだ自身の暗殺騒動を経てBLに目覚める。
人造変異（ニュータント）
科学者の改造により改造された人間。
主にその容姿は筋肉が増強されて通常の何倍もの大きさになっており、力も見た目通りで壁などを素手で破壊可能。しかし副作用があり、海馬や言語野がやられており、目的しか覚えていない状態になる。ただし、意識がある者や身体の見た目を改造されただけで海馬などに副作用がない者もいる。

## 書誌情報
- きただりょうま 『μ&i みゅうあんどあい』 集英社〈ジャンプ・コミックス〉、全6巻
  1. 2014年8月9日第1刷発行（8月4日発売[集 1]）、ISBN 978-4-08-880165-0
  2. 2014年12月9日第1刷発行（12月4日発売[集 2]）、ISBN 978-4-08-880234-3
  3. 2015年4月8日第1刷発行（4月3日発売[集 3]）、ISBN 978-4-08-880341-8
  4. 2015年8月9日第1刷発行（8月4日発売[集 4]）、ISBN 978-4-08-880453-8
  5. 2015年12月9日第1刷発行（12月4日発売[集 5]）、ISBN 978-4-08-880519-1
  6. 2016年4月9日第1刷発行（4月4日発売[集 6]）、ISBN 978-4-08-880658-7

## 前身
みゅうたんと!
『ジャンプSQ.19』Vol.9に掲載された。